# 長崎県道147号臼ノ浦港線
長崎県道147号臼ノ浦港線（ながさきけんどう147ごう うすのうらこうせん）は、長崎県佐世保市を通る一般県道である。

## 概要
佐世保市小佐々町臼ノ浦から佐世保市小佐々町黒石に至る。

### 路線データ
- 起点：佐世保市小佐々町臼ノ浦（臼ノ浦港）
- 終点：佐世保市小佐々町黒石（長崎県道18号佐々鹿町江迎線交点）
- 総延長：504 m

## 地理

### 通過する自治体
- 佐世保市

### 交差する道路
| 交差する道路               | 交差する場所 | 交差する場所 |
| -------------------------- | ------------ | ------------ |
| 長崎県道18号佐々鹿町江迎線 | 小佐々町黒石 | 終点         |

### 沿線
- 臼ノ浦港